# Демократический женский союз Германии

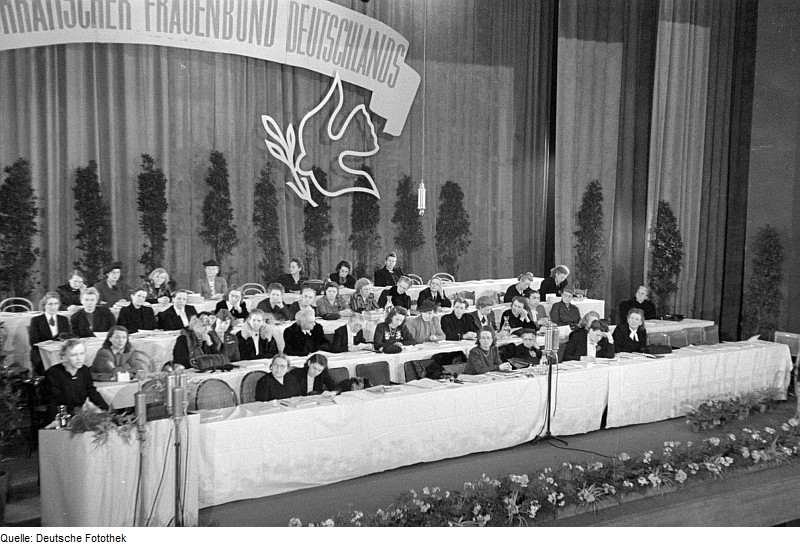
Заседание Немецкого женского конгресс за мир в Адмиралспаласте

Демократический женский союз Германии (нем. Demokratischer Frauenbund Deutschlands, сокр. DFD, ДЖСГ) — женская организация в Германии в 1947—1990 годах (в западных землях — в 1947—1954 годах).
Союз был основан на Немецком женском конгрессе за мир, состоявшемся 7—9 марта 1947 года в берлинском Адмиралспаласте. Предшественником союза были созданные 30 октября 1945 года антифашистские женские комиссии.
8 марта 1951 года земельные ассоциации ДЖСГ в ФРГ оформились в одноимённую отдельную организацию, но в 1954 году он был запрещён.
Был женской организацией СЕПГ, входил в Национальный фронт ГДР. В 1985 году союз состоял из 1,5 миллиона членов. Имел 35 мест в парламенте.
Демократический женский союз состоял из окружных организаций (bezirksorganisation), окружные ассоциации из районных организаций (kreisorganisation), районные ассоциации из местных организаций (ortsorganisation).
Высший орган — съезд (Kongreß), между съездами — конференция (Konferenz), между конференциями — Союзное правление (Bundesvorstand), исполнительные органы — Президиум Союзного правления (Praesidium des Bundesvorstandes) и Секретариат Союзного правления (Sekretariat des Bundesvorstandes), высшее должностное лицо — Союзная председательница (Bundesvorsitzenderin), высший ревизионный орган — центральная ревизионная комиссия (Zentrale Revisionskommission).
Окружные организации
Окружные организации соответствовали округам.
Высший орган окружной организации — окружная конференция (bezirksdelegiertenkonferenz), между окружными конференциями делегатов — окружное правление (bezirksvorstand), исполнительный орган окружной организации — секретариат окружного правления (sekretariat des bezirksvorstandes), высшее должностное лицо окружной организации — окружная председатель (bezirksvorsitznderin), ревизионный орган окружной организации — окружная ревизионная комиссия (bezirksrevisionskommission).
До 1952 года вместо окружных организаций существовали земельные организации (landesorganisation), каждая из которых соответствовала каждой из земель.
Высший орган земельной организации — земельная конференция (landesdelegiertenkonferenz), между земельными конференциями — земельное правление (landesvorstand), исполнительный орган земельной организации — секретариат земельного правления (sekretariat des landesvorstandes), высшее должностное лицо земельной организации — земельная председательница (landesvorsitznderin), ревизионный орган земельной организации — земельная ревизионная комиссия (landesrevisionskommision).
Районные организации
Районные организации соответствовали районам и городам окружного подчинения
Высший орган районной организации — районная конференция (kreidelegiertenkonferenz), между районными конференциями делегатов — районное правление (kreisvorstand), исполнительный орган районной организации — секретариат районного правления (sekretariat des kreisvorstandes), высшее должностное лицо районной организации — районная председательница (kreisvorsitznderin), ревизионный орган районной организации — районная ревизионная комиссия (kreisrevisionskommission).
Районные (в городах) организации
Районные (в города) организации соответствовали районам в городах. Созданы в первой половине 1950-х гг.
Высший орган районной (в городе) организации — районная конференция (stadtbezirksdelegiertenkonferenz), между районными конференциями — районное правление (stadtbezirksvorstand), исполнительные органы районной (в городе) организации — секретариат районного правления (sekretariat des stadtbezirksvorstandes), высшее должностное лицо районной (в городе) организации — районная председательница (stadtbezirksvorsitzenderin), ревизионный орган районной (в городе) организации — районная ревизионная комиссия (stadtbezirksrevisionskommission).
Местные организации
Местные организации и местные группы (ortsgruppe) соответствовали городам и общинам.
Высший орган местной организации — общее собрание (vollversammlung), между общими собраниями — местное правление (ortsvorstand), высшее должностное лицо местной организации — местный председатель (ortsvorsitzender).
Производственные группы и группы в жилых районах
Производственные группы и группы в жилых районах могут создаваться местными организациями в случае если на производстве или жилом районе имеется достаточное количество членов ДЖСГ.
Высший орган группы — общее собрание, между общими собраниями — правление группы, высшее должностное лицо — председатель группы.